# Ozodicera duidensis
Ozodicera duidensis är en tvåvingeart som beskrevs av Alexander 1931. Ozodicera duidensis ingår i släktet Ozodicera och familjen storharkrankar.
Artens utbredningsområde är Venezuela. Inga underarter finns listade i Catalogue of Life.